# Ioannis Koukiadis
Ioannis Koukiadis este un om politic grec, membru al Parlamentului European în perioada 1999-2004 din partea Greciei. 
1. ↑  Deputații în Parlamentul European